# Космическая промышленность России
Космическая отрасль России — около 100 предприятий, в которых занято 250 тыс. человек. Большинство предприятий российской космической отрасли являются потомками и правопреемниками советской государственной космической индустрии, занимавшейся разработкой и производством космических аппаратов.
Крупнейшим предприятием космической отрасли России является РКК «Энергия», главный подрядчик пилотируемых космических полётов.
Ведущими производителями ракет-носителей являются ГКНПЦ им. М. В. Хруничева и Ракетно-космический центр «Прогресс».
Крупнейшим разработчиком ИСЗ являются «Информационные спутниковые системы» им. академика М. Ф. Решетнёва, а лидером в области межпланетных зондов является Научно-производственное объединение им. С. А. Лавочкина.

## История
После распада СССР космическая промышленность вступила в глубокий кризис, пик которого пришёлся на последние годы 1990-х. Финансирование космических программ сократилось на 80 %, а промышленность потеряла большую часть своей высококвалифицированной рабочей силы. Первые попытки восстановления отрасли стали предприниматься в начале 2000-х годов. Многие компании для выживания в годы кризиса создали совместные предприятия с зарубежными компаниями и экспортировали свою продукцию. В середине 2000-х годов, на волне увеличения государственного бюджета за счёт сверхприбылей от продажи резко подорожавшей нефти, финансирование космической программы страны было существенно увеличено, а благодаря новым амбициозным федеральным планам по освоению космического пространства в отрасли началась существенная модернизация.
24 декабря 2011 года руководитель Роскосмоса Владимир Поповкин заявил, что «отрасль находится в кризисе. Наступило время, когда нужно будет менять многих руководителей космических предприятий. Будут организационные выводы достаточно жёсткие, включая меня». Причинами упадка своей отрасли он назвал:
- «старение фондов», которым «нужна модернизация»;
- малая загруженность предприятий отрасли (около 30 процентов);
- низкий контроль качества производимых деталей;
- потеря кадрового потенциала («Среднего звена нет. По всей видимости, будем больше доверять молодёжи»).

## Структура индустрии
Крупнейшей компанией космической промышленности России является Ракетно-космическая корпорация «Энергия» им. С. П. Королёва. Это главный в стране подрядчик и ведущий разработчик космических аппаратов, таких как Союз-МС и Прогресс, и российский участник в программе по созданию Международной космической станции.
Акционерное общество Ракетно-космический центр «Прогресс» является разработчиком и производителем знаменитых ракет-носителей Союз. Современная версия ракеты-носителя для пилотируемых полётов называется Союз-ФГ и используется в регулярных запусках космических кораблей «Союз-ТМА». Для замены используемой в настоящее время версии Союза ракетно-космическим центром ведётся разработка новой ракеты-носителя Союз-2 с цифровой системой управления. Для продвижения этой ракеты-носителя на международный рынок ЦСКБ-Прогресс создало совместное российско-французское предприятие Старсем, а также построило стартовую площадку «Союза» на космодроме «Куру» во французской Гвиане.
ФГУП «Государственный космический научно-производственный центр имени М. В. Хруничева» является одной из наиболее коммерчески успешных компаний в космической отрасли России. Разработанные центром ракета-носитель Протон-М и разгонный блок Бриз-М широко используется для вывода на орбиту как отечественных, так и иностранных космических аппаратов. В 2013 году начались выпуск и испытания нового семейства спроектированных центром ракет-носителей Ангара.

### Иностранное сотрудничество
Россия предоставляет возможность полётов иностранных космонавтов на собственных кораблях к МКС, являющийся международным проектом с участием 14 стран: РФ, США, Япония, Канада и входящие в ЕКА Бельгия, Германия, Дания, Испания, Италия, Нидерланды, Норвегия, Франция, Швейцария, Швеция.

## Список основных предприятий

### Производители ракета-носителей
- Ракетно-космический центр «Прогресс»: Союз-ФГ, Союз-У, Союз-2, Русь-М
- ГКНПЦ имени М. В. Хруничева: Протон, Протон-М, Ангара, Бриз
- ПО «Полёт»

### Производители двигателей
- НПО «Энергомаш» имени академика В. П. Глушко
- ПО «Полёт»
- МКБ «Факел»
- КБХА
- Воронежский механический завод

### Поддержка пилотируемой космонавтики
- РКК «Энергия» (Королёв): МКС, Союз ТМА, Союз ТМА-М, Союз ТМА-МС
- Институт медико-биологических проблем РАН
- Государственный научно-исследовательский испытательный институт авиационной и космической медицины

### Разработчики спутников
- АО «Российские космические системы»
- ИСС имени М. Ф. Решетнёва: навигационные, связи, военного назначения
- НПО имени С. А. Лавочкина: Электро-Л
- ОАО «Корпорация ВНИИЭМ»: Метеорологические, научные, ДЗЗ спутники
- Ракетно-космический центр «Прогресс»: ДЗЗ, научные, военного назначения.

Межпланетные полёты
- НПО имени С. А. Лавочкина (Химки): Фобос-Грунт